# Brigade juive
La Brigade juive (nom officiel en anglais Jewish Brigade Group of the British Army; en hébreu חטיבה יהודית לוחמת, חי"ל brigade juive combattante) était une unité de la 8e armée britannique composée de volontaires juifs recrutés principalement en Palestine mandataire. Elle combattit durant la Seconde Guerre mondiale aux côtés des Alliés contre les puissances de l'Axe.

## Premières unités juives

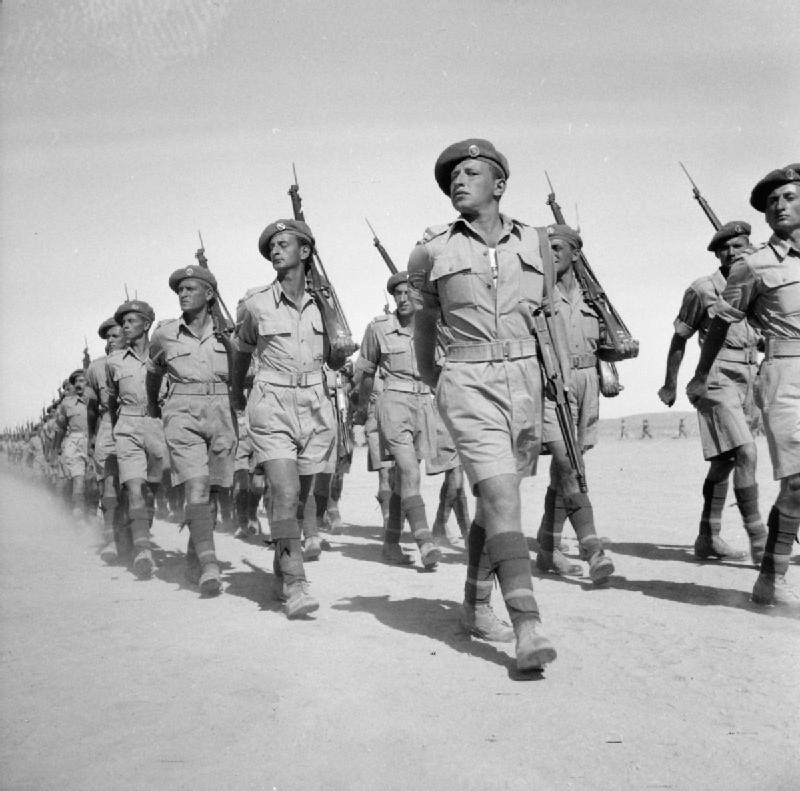
Marche du premier bataillon de la Brigade juive

La volonté de créer des unités combattantes juives sionistes sous commandement britannique remonte à avant même la Première Guerre mondiale avec la Légion juive. Elle était soutenue en priorité par Vladimir Jabotinsky qui défendait l'idée qu'une telle unité était indispensable à la viabilité d'un futur État juif et ne pouvait être développée qu'au grand jour avec le soutien des autorités mandataires. Toutefois, ses détracteurs optèrent pour la formation d'une armée clandestine, la Haganah et lui-même soutient plus tard une faction née d'un scission de la Haganah : l'Irgoun qui resta célèbre pour ses activités terroristes contre les Britanniques et les Arabes.
Lors de la Grande Révolte arabe de 1936-1939 en Palestine mandataire, les Britanniques armèrent et formèrent une unité juive pour les seconder dans le maintien de l'ordre : la Police coloniale juive (ou Jewish Settlement Police). Une unité commando, les Escadrons de nuits spéciaux (ou Special Night Squads) fut également créée par le Capitaine Orde Wingate pour effectuer des missions de représailles contre la guérilla arabe.
À l'aube de la Seconde Guerre mondiale, craignant une invasion du Moyen-Orient par le Caucase, les Britanniques fondèrent et entraînèrent une unité commando d'élite, le Palmah, qui se distinguera durant la Première Guerre israélo-arabe.
Dès 1939, Chaim Weizmann, président de l'Organisation sioniste mondiale, avait proposé au gouvernement britannique de Neville Chamberlain la participation de volontaires juifs de Palestine. Si sa proposition d'unités juives identifiées par un drapeau portant l'Étoile de David ne fut pas acceptée, quinze régiments de volontaires juifs furent effectivement formés et combattirent au sein de l'armée britannique durant la campagne des Balkans et les campagnes du Moyen-Orient. Ils furent recrutés principalement au sein des unités déjà actives au sein du Yichouv, la communauté juive de Palestine. Au Moyen-Orient, trois bataillons juifs faisaient partie des Palestine regiments.

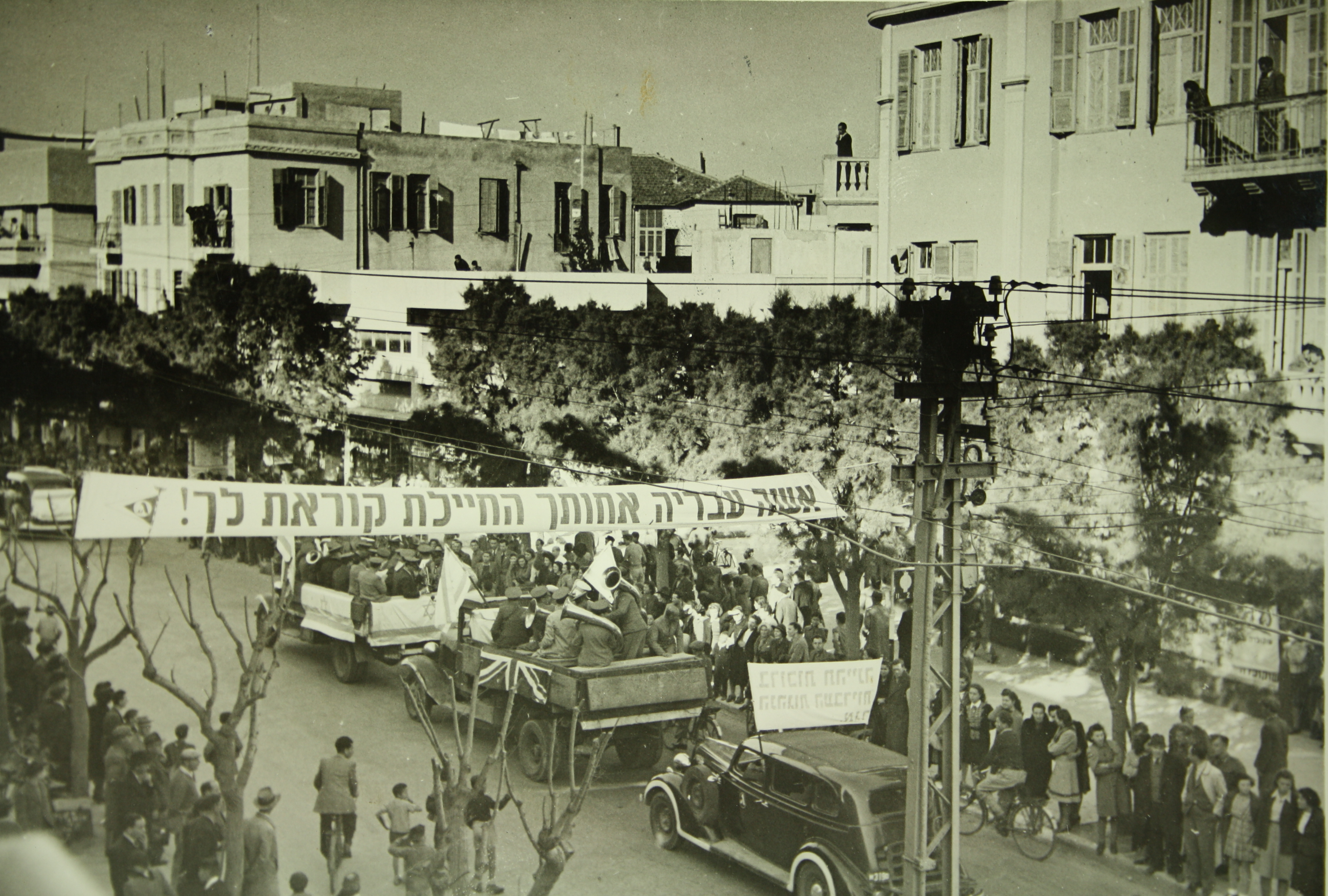
Parade à Tel Aviv, pour le recrutement de l'armée britannique pendant la Seconde Guerre mondiale

## Formation et actions de la Brigade

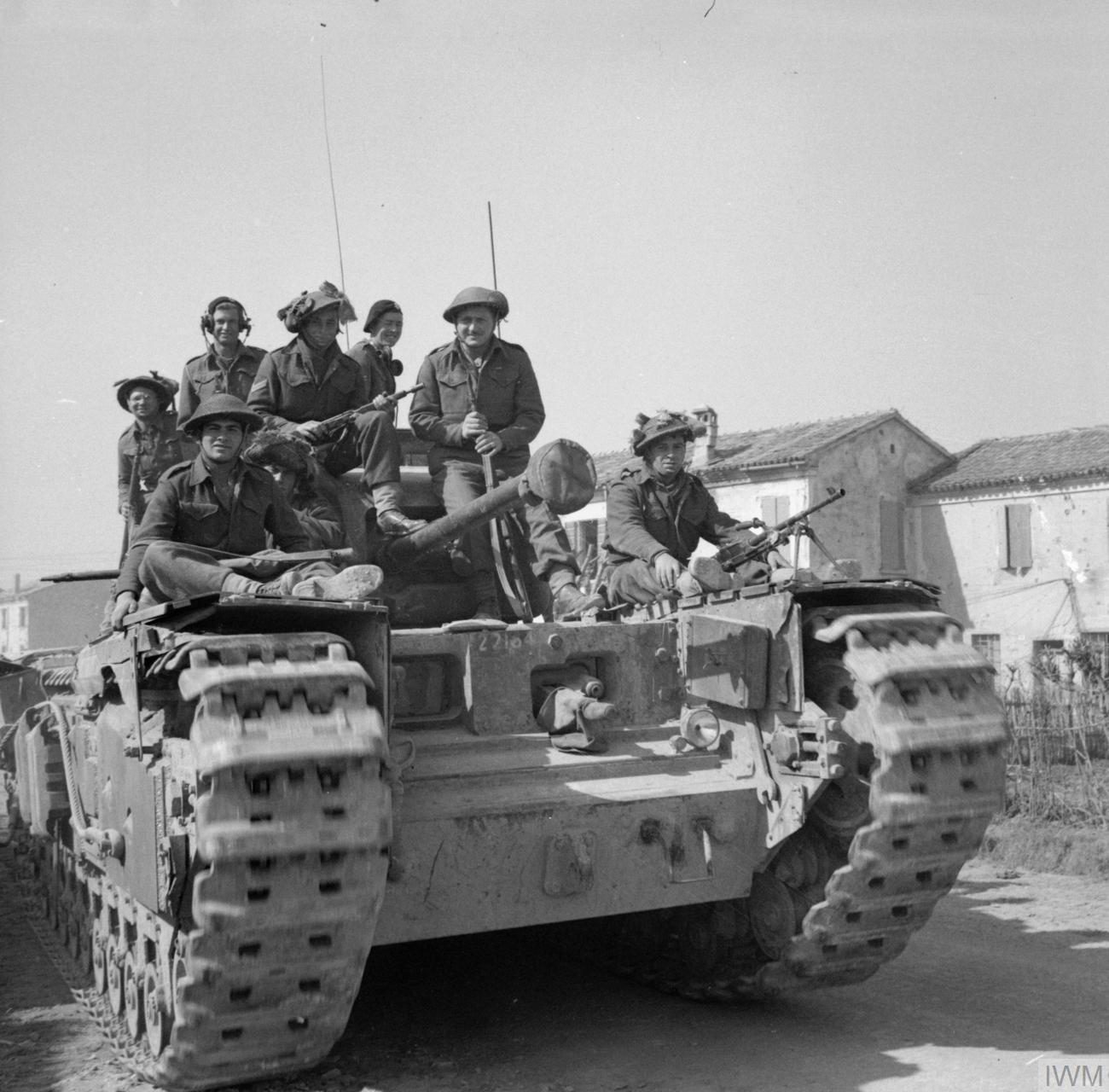
Soldats de la Brigade juive sur un char Churchill en Italie, 1945

Les organisations sionistes poursuivirent néanmoins leur campagne pour obtenir la participation au conflit mondial d'une unité juive spécifiquement désignée en tant que telle. En 1944, Winston Churchill finit par donner son accord à Chaïm Weizmann : la Brigade juive fut officiellement fondée en Palestine mandataire le 20 septembre 1944. Elle comptait 5 000 combattants, et fut envoyée en Europe, où elle servit durant la campagne d'Italie. Les membres de la Brigade ne se limitaient pas aux populations juives originaires de Palestine : des Juifs venus de nombreux pays pour se réfugier en Palestine rejoignirent l'unité, une cinquantaine de nationalités étant représentées en son sein Après la fin du conflit, les soldats de la Brigade juive, stationnés à la frontière  italo-autrichienne, organisèrent l'assassinat de divers responsables et collaborateurs nazis.
La Brigade juive participa ensuite aux actions de la Berihah visant à aider les Juifs d'Europe de l'Est à émigrer clandestinement en Palestine, et fournit un appui à l'organisation paramilitaire sioniste Haganah. 
L'unité militaire fut officiellement dissoute à l'été 1946. Certains de ses membres rejoignirent ensuite les mouvements sionistes armés pour combattre au cours de la Guerre de Palestine de 1948.